# Rakousko v nacistickém Německu
Od anšlusu v roce 1938 až do roku 1945 bylo Rakousko jako stát vymazáno z mapy Evropy, protože bylo součástí nacistického Německa.

## Anšlus

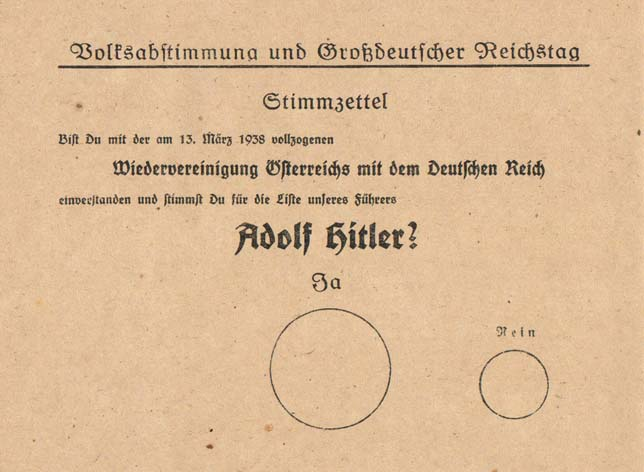
Hlasovací lístek k referendu z 10. dubna 1938, který později uspořádaly německé okupační síly. Text hlasovacího lístku čítá: "Souhlasíte se znovusjednocením Rakouska s Německou Říší, které bylo nastoleno 13. března 1938 a volíte stranu našeho vůdce, Adolfa Hitlera?"

Ráno dne 12. března 1938 překročila 8. armáda německého wehrmachtu německo-rakouské hranice, přičemž se nesetkala s jakýmkoliv odporem, naopak byla vítána s květinami, hajlováním a německými vlajkami. Kolem poledne přejelo hranici auto s Hitlerem, který potom k podvečeru dorazil do Lince, kde byl přijat s bouřlivým nadšením na radnici. Další Hitlerova cesta po Rakousku se změnila v triumfální jízdu, která vyvrcholila ve Vídni 2. dubna 1938. Zde se na Heldenplatzu shromáždilo na 200 000 Rakušanů, aby si vyslechlo Hitlerův projev k rakouskému anšlusu. Situaci v Rakousku komentoval Hitler později:
| „ | Jisté zahraniční noviny říkaly, že jsme vpadli na Rakousko s brutálními metodami. Na to mohu říci jediné: ani ve smrti nepřestanou lhát. Během svého politického boje jsem již vyhrál mnoho přízně od lidu, ale když jsem překročil bývalé hranice [do Rakouska] byl jsem zavalen takovým proudem přízně, že jsem takový do té doby nezažil. Ne jako tyrani jsme přišli, ale jako osvoboditelé. | “ |

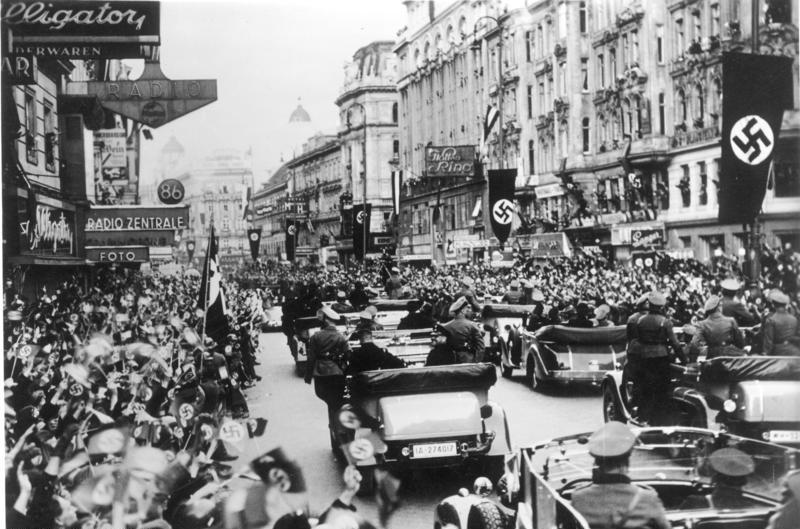
Davy vítají Němce ve Vídni

Anšlusu byl dán okamžitě právní efekt spolkovým ústavním zákonem „O znovusjednocení Rakouska s Německou říší“ z 13. března 1938. Rakousko se stalo zemí Třetí říše a Arthur Seyß-Inquart byl jmenován jejím říšským místodržitelem. Dne 10. dubna 1938 se pak konalo referendum o sjednocení Rakouska s Německem a podle oficiálních zpráv bylo pro připojení 99,73 % voličů.
Již týdny před referendem byly v Rakousku zaváděny Hitlerovy brutální metody na okleštění jakékoli opozice. Již před vstupem prvního německého vojáka do Rakouska dorazil Heinrich Himmler a několik důstojníků SS do Vídně, aby dali uvěznit nejpřednější zástupce první republiky. V těch několika týdnech mezi anšlusem a referendem byli sociální demokraté, komunisté, další potenciální političní protivníci a stejně tak Židé zavřeni nebo odesláni do koncentračních táborů. Během jen několika málo dní okolo 12. března bylo zavřeno 70 000 lidí. Samotné referendum bylo záležitostí rozsáhlé propagandy, a proto bylo zrušeno volební právo 400 000 lidem (téměř 10 % ze způsobilých volitelů), většinou bývalým členům levicových stran a Židům. Historikové se obvykle shodují na tom, že vlastní referendum nebylo zmanipulované, ale vlastní volební proces nebyl ani svobodný ani tajný.

## Legislativní a jiné změny
Záhy po anšlusu byla vydána celá řada zákonů a vyhlášek, majících za cíl úplnou integraci Rakouska do rámce nacistického Německa. Současně s přijetím zákona „O znovusjednocení Rakouska s Německou říší“ došlo k přeměně dosavadních rakouských spolkových zemí v zemská hejtmanství.
15. března 1938 byla vydána vyhláška říšského místodržitele, podle níž se dosavadní rakouská spolková vláda začala nazývat „Rakouská zemská vláda“ (německy Österreichische Landesregierung). 17. března 1938 byla vydána další vyhláška, podle níž se v Rakousku vedle šilinku zaváděla jako měna i Říšská marka. Téhož dne byla vydána i další vyhláška, podle níž byla Rakouská národní banka převzata Říšskou bankou a vstoupila do likvidace.

### Změny správního členění Rakouska
27. července 1938 se započalo se změnami správního členění Rakouska, když byl tyrolský okres Lienz podřízen správě zemského hejtmanství Korutany. K 15. říjnu 1938 pak došlo k podstatně větší změně, když bylo Rakousko na základě zákona „o územních změnách v zemi Rakousku“ přerozděleno na sedm zemských hejtmanství a jedno město (Vídeň). Zemská hejtmanství byla následující:
- Zemské hejtmanství Dolní Podunají (Dolní Rakousy bez k.ú. Behamberg a bez řady obcí připojených toho dne k Vídni. K tomuto celku byla naopak připojena severní část zrušeného Burgenlandu)
- Zemské hejtmanství Horní Podunají (Horní Rakousy rozšířené o dosud Štýrský soudní okres Bad Aussee a dosud dolnorakouské k.ú. Behamberg)
- Zemské hejtmanství Korutany (Korutany rozšířené o dosud tyrolský okres Lienz, který však byl v jejich faktické správě již od konce července)
- Zemské hejtmanství Salcbursko (Salcbursko v nezměněných hranicích)
- Zemské hejtmanství Štýrsko (Štýrsko bez soudního okresu Bad Ausse, připojeného k Hornímu Podunají, ale rozšířené o jižní část zrušeného Burgenlandu)
- Zemské hejtmanství Tyrolsko (Tento celek zahrnoval severní Tyrolsko bez obce Jungholz, která byla toho dne připojena k Bavorsku)
- Zemské hejtmanství Vorarlbersko (Vorarlbersko bez obce Mittelberg, která byla toho dne připojena k Bavorsku)

## Státní teror
Po anšlusu se na území Rakouska rozpoutal teror proti opozici, Židům, homosexuálům, intelektuálům a umělcům. Po 11. březnu se v celém Rakousku rozpoutala vlna divokých arizací židovského majetku. Spontánně vzniklá komanda, složená z civilistů se svastikami na rukách a členů SA, ničila obchody židovských občanů. Již v roce 1938 začaly v Rakousku vznikat koncentrační tábory.